# Tótvázsony
Tótvázsony is een plaats (község) en gemeente in het Hongaarse comitaat Veszprém. Tótvázsony telt 1175 inwoners (2001).